# Fußball-Oberliga Hamburg 2020/21
Die Saison 2020/21 der Oberliga Hamburg war die 76. Spielzeit der Fußball-Oberliga Hamburg und die 13. als fünfthöchste Spielklasse in Deutschland. Sie wurde am 18. September 2020 eröffnet, zwischen dem 26. Oktober 2020 und dem 4. März 2021 unter- und schließlich nach einem Beschluss des ausrichtenden HFV abgebrochen.

## Auswirkungen der COVID-19-Pandemie
Auf einem außerordentlich NFV-Verbandstag am 22. Juni 2020 wurde final über die Wertung der vorherigen Spielzeit entschieden. Demnach wurde eine Abschlusstabelle auf Basis der Quotientenregel (Anzahl der erzielten Punkte geteilt durch Anzahl der absolvierten Spiele) erstellt, Abstiege in die und aus der Oberliga Hamburg gab es keine, Teutonia 05 Ottensen wurde als Aufsteiger in die Regionalliga gemeldet. Da die Aufstiegsspiele zwischen den Quotientenzweiten der Landesliga entfielen, durften nur die Quotientenbesten aufsteigen.
Am 26. Oktober 2020 gab der Verband die pandemiebedingte Einstellung des Spielbetriebs ab der Oberliga abwärts bis auf Weiteres bekannt. Bereits vor der Wiederaufnahme des Spielbetriebs gab man Anfang Dezember bekannt, die geplanten Auf- und Abstiegsrunden nicht auszutragen. Des Weiteren wurde ein Abbruch in Erwägung gezogen, falls ab dem 13. Februar 2021 nicht zumindest wieder Trainingseinheiten möglich gewesen wären.
Da bereits Anfang Februar klar war, dass ab Mitte des Monats kein Training möglich sein würde, wurde auf einem Verbandstag am 4. März das vorzeitige Saisonende beschlossen. Darüber hinaus soll es keine Absteiger geben, weshalb dasselbe Teilnehmerfeld inklusive eventueller Absteiger aus der Regionalliga Nord in die Saison 2021/22 gehen wird. Ende April gab der NFV die Aussetzung von Abstiegen aus der sowie Aufstiegen in die Regionalliga zur Spielzeit 2021/22 bekannt.

## Modus
Im Gegensatz zu den Vorjahren wurde eine Änderung des Spielmodus beschlossen. Zunächst hätte eine einfache Punktrunde ohne Rückspiele ausgetragen werden sollen. Aufgrund der faktischen regionalen Nähe der Teilnehmer wurde darüber hinaus auf die Bildung von Gruppen verzichtet und der Modus „jeder gegen jeden“ beibehalten. Die besten acht Mannschaften der Vorrunde hätten anschließend in einer Meisterschaftsrunde um den Aufstieg spielen, die restlichen elf in einer Abstiegsrunde um den Klassenerhalt antreten sollen. Die Spiele der Vorrunde hätten lediglich der Qualifikation zu den jeweiligen Platzierungsrunden gedient, die Leistungen wären nicht übernommen worden. Auf einem Verbandstag am 10. September 2020 wurden diese Änderungen bestätigt.
Ein weiterer Verbandstag Anfang Dezember hatte jedoch unter anderem die Streichung dieser Zusatzrunden zum Ergebnis. Grund hierfür war eine pandemiebedingte Einstellung des Spielbetriebs für mehrere Monate nach nur 53 absolvierten Hinrundenpartien, was bereits die Absolvierung der kompletten Hinserie gefährdete.

## Teilnehmer
Für die Spielzeit 2020/21 hatten sich folgende Vereine sportlich qualifiziert:
- die verbleibenden Mannschaften aus der Oberliga Hamburg 2019/20:
  - TuS Dassendorf
  - HSV Barmbek-Uhlenhorst
  - SC Victoria Hamburg
  - TSV Sasel
  - Niendorfer TSV
  - Hamburger SV III
  - TuS Osdorf
  - Wandsbeker TSV Concordia
  - Hamm United
  - SV Curslack-Neuengamme
  - FC Süderelbe
  - USC Paloma
  - SV Rugenbergen
  - FC Union Tornesch
  - TSV Buchholz 08
  - Meiendorfer SV
  - Bramfelder SV
- die für den Aufstieg gemeldeten Mannschaften der beiden Staffeln der Landesliga Hamburg 2019/20:
  - Hansa: VfL Lohbrügge (Quotientenmeister)
  - Hammonia: HEBC Hamburg (Quotientenmeister)

## Statistiken

### Tabelle zum Zeitpunkt des Abbruchs
| Pl.             | Verein                   | Sp. | S | U | N | Tore    | Diff. | Punkte |
| --------------- | ------------------------ | --- | - | - | - | ------- | ----- | ------ |
| 1.              | TuS Dassendorf (M)       | 6   | 4 | 2 | 0 | 016:400 | +12   | 14     |
| 2.              | SC Victoria Hamburg      | 6   | 4 | 0 | 2 | 015:100 | +5    | 12     |
| 3.              | HSV Barmbek-Uhlenhorst   | 6   | 4 | 0 | 2 | 013:800 | +5    | 12     |
| 4.              | Wandsbeker TSV Concordia | 6   | 4 | 0 | 2 | 015:130 | +2    | 12     |
| 5.              | TSV Buchholz 08          | 6   | 3 | 2 | 1 | 015:600 | +9    | 11     |
| 6.              | USC Paloma               | 5   | 3 | 1 | 1 | 014:400 | +10   | 10     |
| 7.              | Hamm United              | 6   | 3 | 1 | 2 | 013:100 | +3    | 10     |
| 8.              | HEBC Hamburg (N)         | 6   | 2 | 2 | 2 | 010:700 | +3    | 08     |
| 9.              | TSV Sasel                | 5   | 2 | 2 | 1 | 010:130 | −3    | 08     |
| 10.             | SV Curslack-Neuengamme   | 5   | 2 | 1 | 2 | 013:110 | +2    | 07     |
| 11.             | SV Rugenbergen           | 5   | 2 | 1 | 2 | 013:120 | +1    | 07     |
| 12.             | Niendorfer TSV           | 5   | 2 | 1 | 2 | 008:800 | ±0    | 07     |
| 13.             | Bramfelder SV            | 6   | 1 | 4 | 1 | 008:100 | −2    | 07     |
| 14.             | Hamburger SV III         | 6   | 2 | 1 | 3 | 016:200 | −4    | 07     |
| 15.             | FC Süderelbe             | 6   | 2 | 1 | 3 | 011:190 | −8    | 07     |
| 16.             | VfL Lohbrügge (N)        | 5   | 1 | 1 | 3 | 005:700 | −2    | 04     |
| 17.             | TuS Osdorf               | 5   | 1 | 0 | 4 | 008:130 | −5    | 03     |
| 18.             | Meiendorfer SV           | 5   | 1 | 0 | 4 | 010:240 | −14   | 03     |
| 19.             | FC Union Tornesch        | 6   | 0 | 0 | 6 | 009:230 | −14   | 0      |
| Stand: Endstand |                          |     |   |   |   |         |       |        |

| (M) | Quotientenmeister der Vorsaison |
| (N) | Aufsteiger aus der Landesliga   |

### Tabelle nach Quotientenregelung
Kein Teilnehmer beantragte fristgerecht eine Regionalligalizenz.
| Pl. | Verein                   | Spiele | Punkte | Ø Punkte |
| --- | ------------------------ | ------ | ------ | -------- |
| 01. | TuS Dassendorf           | 6      | 14     | 2,33     |
| 02. | SC Victoria Hamburg      | 6      | 12     | 2,00     |
| 02. | HSV Barmbek-Uhlenhorst   | 6      | 12     | 2,00     |
| 02. | Wandsbeker TSV Concordia | 6      | 12     | 2,00     |
| 02. | USC Paloma               | 5      | 10     | 2,00     |
| 06. | TSV Buchholz 08          | 6      | 11     | 1,83     |
| 07. | Hamm United              | 6      | 10     | 1,67     |
| 08. | TSV Sasel                | 5      | 8      | 1,60     |
| 09. | SV Curslack-Neuengamme   | 5      | 7      | 1,40     |
| 09. | SV Rugenbergen           | 5      | 7      | 1,40     |
| 09. | Niendorfer TSV           | 5      | 7      | 1,40     |
| 12. | HEBC Hamburg             | 6      | 8      | 1,33     |
| 13. | Bramfelder SV            | 6      | 7      | 1,17     |
| 13. | Hamburger SV III         | 6      | 7      | 1,17     |
| 13. | FC Süderelbe             | 6      | 7      | 1,17     |
| 16. | VfL Lohbrügge            | 5      | 4      | 0,80     |
| 17. | TuS Osdorf               | 5      | 3      | 0,60     |
| 17. | Meiendorfer SV           | 5      | 3      | 0,60     |
| 19. | FC Union Tornesch        | 6      | 0      | 0,00     |

### Kreuztabelle
Die Kreuztabelle stellt die Ergebnisse aller Spiele dieser Saison dar. Die Heimmannschaft ist in der linken Spalte, die Gastmannschaft in der oberen Zeile aufgelistet.
| 2020/21                  | TuS Dassendorf | HSV Barmbek-Uhlenhorst | SC Victoria Hamburg | TSV Sasel | Niendorfer TSV | Hamburger SV III | TuS Osdorf | Wandsbeker TSV Concordia |     | SV Curslack-Neuengamme | FC Süderelbe | USC Paloma | SV Rugenbergen | FC Union Tornesch | TSV Buchholz 08 | Meiendorfer SV | Bramfelder SV | VfL Lohbrügge | HEBC Hamburg |
| ------------------------ | -------------- | ---------------------- | ------------------- | --------- | -------------- | ---------------- | ---------- | ------------------------ | --- | ---------------------- | ------------ | ---------- | -------------- | ----------------- | --------------- | -------------- | ------------- | ------------- | ------------ |
| TuS Dassendorf           |                | –                      | –                   | –         | –              | –                | –          | 4:0                      | –   | –                      | –            | –          | –              | 2:1               | 1:1             | –              | –             | –             | –            |
| HSV Barmbek-Uhlenhorst   | –              |                        | 4:0                 | –         | –              | –                | –          | 1:0                      | –   | –                      | –            | –          | –              | –                 | –               | –              | –             | –             | –            |
| SC Victoria Hamburg      | –              | –                      |                     | –         | –              | –                | –          | –                        | –   | 0:3                    | –            | –          | –              | –                 | –               | 8:1            | –             | –             | 2:0          |
| TSV Sasel                | –              | –                      | –                   |           | –              | –                | –          | –                        | –   | –                      | –            | –          | 4:2            | –                 | –               | –              | 1:1           | –             | –            |
| Niendorfer TSV           | –              | –                      | 0:2                 | –         |                | 4:1              | –          | –                        | –   | –                      | –            | 1:1        | –              | –                 | –               | –              | –             | –             | –            |
| Hamburger SV III         | –              | 3:1                    | –                   | 1:1       | –              |                  | –          | –                        | –   | 2:4                    | –            | –          | –              | –                 | –               | 6:3            | –             | –             | –            |
| TuS Osdorf               | –              | 2:3                    | –                   | –         | 0:2            | –                |            | –                        | –   | –                      | –            | –          | –              | 4:1               | –               | –              | –             | –             | –            |
| Wandsbeker TSV Concordia | –              | –                      | –                   | –         | –              | –                | –          |                          | –   | –                      | –            | –          | –              | –                 | –               | 5:2            | –             | 4:3           | 2:1          |
| Hamm United              | –              | 0:2                    | –                   | –         | 4:1            | –                | –          | –                        |     | –                      | –            | –          | 2:0            | –                 | –               | –              | –             | –             | –            |
| SV Curslack-Neuengamme   | –              | –                      | –                   | 3:4       | –              | –                | –          | –                        | 2:2 |                        | –            | –          | –              | –                 | –               | –              | –             | –             | –            |
| FC Süderelbe             | 1:7            | 3:2                    | –                   | –         | –              | –                | –          | –                        | –   | –                      |              | –          | –              | 5:2               | –               | –              | –             | –             | –            |
| USC Paloma               | –              | –                      | –                   | 6:0       | –              | –                | –          | –                        | –   | 3:1                    | –            |            | –              | –                 | –               | –              | 3:0           | –             | –            |
| SV Rugenbergen           | –              | –                      | –                   | –         | –              | 7:3              | –          | –                        | –   | –                      | –            | 2:1        |                | –                 | –               | –              | 2:2           | –             | –            |
| FC Union Tornesch        | –              | –                      | 2:3                 | –         | –              | –                | –          | 2:4                      | –   | –                      | –            | –          | –              |                   | 1:5             | –              | –             | –             | –            |
| TSV Buchholz 08          | –              | –                      | –                   | –         | –              | –                | –          | –                        | –   | –                      | 6:1          | –          | –              | –                 |                 | –              | –             | 1:0           | 0:0          |
| Meiendorfer SV           | –              | –                      | –                   | –         | –              | –                | 2:1        | –                        | 2:4 | –                      | –            | –          | –              | –                 | –               |                | –             | –             | –            |
| Bramfelder SV            | 1:1            | –                      | –                   | –         | –              | –                | –          | –                        | –   | –                      | –            | –          | –              | –                 | 3:2             | –              |               | 1:1           | –            |
| VfL Lohbrügge            | 0:1            | –                      | –                   | –         | –              | –                | –          | –                        | –   | –                      | 1:0          | –          | –              | –                 | –               | –              | –             |               | –            |
| HEBC Hamburg             | –              | –                      | –                   | –         | –              | –                | 5:1        | –                        | –   | 3:1                    | 1:1          | –          | –              | –                 | –               | –              | –             | –             |              |
| Stand: Endstand          |                |                        |                     |           |                |                  |            |                          |     |                        |              |            |                |                   |                 |                |               |               |              |